# Salvatore Amirante
Salvatore Amirante (* 24. Juni 1984 in Genua) ist ein italienischer ehemaliger Fußballspieler.

## Karriere

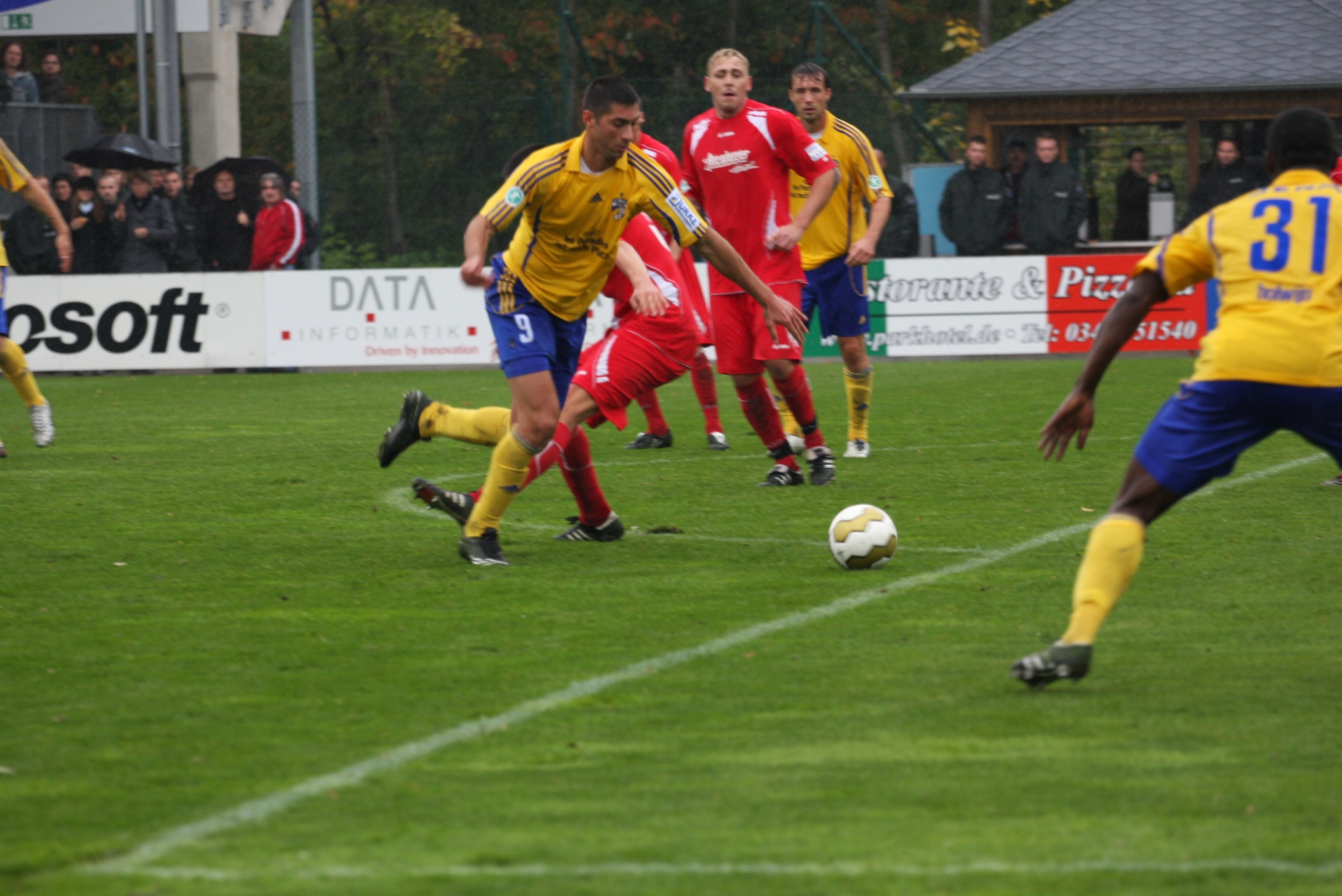
Salvatore Amirante am Ball in seinem letzten Spiel für Jena vor seiner Entlassung

Amirante spielte in seiner Jugend für Sampdoria Genua. Später lief er für die FS Sestrese Calcio 1919 in der Serie D auf.
Im Frühjahr 2007 absolvierte er ein Probetraining bei den Amateuren des VfB Stuttgart, im Sommer 2007 wechselte Salvatore Amirante in die Challenge League zum FC Schaffhausen. Hier absolvierte er acht der ersten zehn Zweitligaspiele und erzielte dabei zwei Treffer, bevor er sich einen Innenbandanriss im Sprunggelenk zuzog und bis Jahresende ausfiel. Nach der Winterpause kam er zurück ins Team, kam zu weiteren 13 Einsätzen und zwei Toren. Am Saisonende belegte er mit Schaffhausen den sechsten Tabellenplatz.
Im Sommer 2008 wechselte er mit seinem Mannschaftskollegen Hervé Bochud zum FC Carl Zeiss Jena in die 3. Liga nach Deutschland. Am 9. August 2009 erzielte Salvatore Amirante am dritten Spieltag der Saison 2009/10 gegen die zweite Mannschaft des FC Bayern München innerhalb von 28 Minuten vier Tore. Der FC Carl Zeiss Jena gewann das Spiel mit 6:0. Am 11. Oktober 2009 wurde sein Vertrag von Vereinsseite aus fristlos gekündigt. Nach dem Ausscheiden im Landespokalspiel gegen den ZFC Meuselwitz soll er sich gegenüber Mit- und Gegenspielern grob unsportlich und auch gegenüber Offiziellen des Vereins inakzeptabel verhalten haben. Nach der Wahl des neuen Vereinspräsidenten Hartmut Beyer wurde die Kündigung Amirantes am 26. November 2009 zurückgezogen, von Seiten des Stürmers wurde eine weitere Zusammenarbeit mit dem Verein jedoch abgelehnt. Daraufhin einigten sich Verein und Spieler auf eine Vertragsauflösung zum 31. Dezember 2009.
Im Januar 2010 unterschrieb Amirante einen Vertrag beim NRW-Ligisten TSV Germania Windeck. Nach dem Zwangsabstieg der TSV in die Mittelrheinliga kehrte Amirante im Sommer 2011 heim nach Italien und stand er beim ASD Scafati Santa Maria Calcio unter Vertrag. Am 11. August 2011 wurde Amirante vom Savona 1907 FBC verpflichtet. Zuletzt spielte er unter anderem für Viktoria Köln in der viertklassigen Regionalliga West.